# دکستر (فصل ۷)

فصل هفتم دکستر

فصل هفتم دکستر در ۳۰ سپتامبر ۲۰۱۲ آغاز شد. در ۱۸ نوامبر ۲۰۱۱ اعلام شده بود که پخش دکستر برای این فصل و فصل هشتم، هر یک با ۱۲ قسمت، تمدید خواهد شد. بخشی از داستان در این دو فصل، مشترک است. داستان این فصل حول درگیری دکستر با یک خلاف‌کار اکراینی به نام ایزاک سیرکو با بازی ری استیونسون می‌گذرد. همچنین در این فصل ایوان استراهاوسکی در نقش هانا مک‌کی به داستان اضافه می‌شود؛ زنی با گذشته‌ای خاکستری که در ابتدا هنگام کمک به پلیس میامی در یک پرونده قدیمی با دکستر آشنا می‌شود و پس از مدتی روابط آن‌ها وارد مرحله جدیدی می‌شود.

## بازیگران

### بازیگران اصلی
- مایکل سی هال در نقش دکستر مورگان
- جنیفر کارپنتر در نقش دبرا مورگان
- دزمند هرینگتون در نقش جویی کویین
- سی اس لی در نقش وینس ماسوکا
- لورین ولز در نقش ماریا لاگوئرتا
- دیوید زایاس در نقش انجل باتیستا
- جیمز رمار در نقش هری مورگان

### بازیگران مهمان ویژه
- ایوان استراهاوسکی در نقش هانا مک‌کی
- ری استیونسون در نقش ایزاک سیرکو

### بازیگران متناوب
- ایمی گارسیا در نقش جیمی باتیستا
- جیسون گدریک در نقش جورج نوویکوف
- دانا ویلسون در نقش کارآگاه انجی میلر
- کتیا وینتر در نقش نادیا
- جف پیرسون در نقش تام متیو
- جاش کوک در نقش لویی گرین
- کریستینا رابینسون در نقش استر بنت
- پرستون بیلی در نقش کدی بنت
- بیلی براون در نقش مایک اندرسن

### بازیگران مهمان
- انور جوکای در نقش ویکتور باسکوف